# Reichel (Adelsgeschlecht)

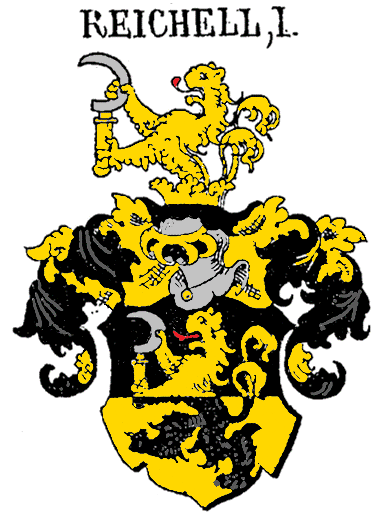
Wappen derer von Reichell in Farbe (Vorlage: Siebmachers Wappenbuch)

Reichel, auch Reichell, Reichl, ist der Name eines Breslauer Stadtgeschlechts, das Ende des 18. Jahrhunderts im Mannesstamm erlosch.
Die Familie wird seit der zweiten Hälfte des 17. Jahrhunderts offiziell als Freiherren gezählt. Es gibt Hinweise auf einen bis Mitte des 20. Jahrhunderts blühenden bürgerlichen Zweig.

## Geschichte
Bedeutende Mitglieder der Familie waren beispielsweise Albrecht von Reichel, der Autor eines überaus bedeutenden Werks über das Breslauer Patriziat, und Servatius von Reichel, jeweils mehrmaliger Stadtkämmerer, Schöffenpräses und stellvertretender Ratspräses. Im Jahr 1673 wurde von Hans Wilhelm Reichel der altadelige Status seiner Familie beantragt und einschließlich des Freiherrenstatus bewilligt, obwohl es dafür keinen Nachweis gab.
In der einschlägigen Literatur, wie Pusch formulierte, ist der von denen von Reichel geführte, nie bezweifelte Freiherrentitel ohne kritische Begutachtung übernommen worden, zuerst von Sinapius. Zum Gegenstand der Adelung gibt es verschiedene, unbelegte und sich teils widersprechende Details: Nach Ledebur und folgenden Autoren gab es ein von Kaiser Ferdinand II. am 9. September 1554 ausgestelltes Adelsdiplom. Blažek zufolge wurde an jenem Datum ein Niklas Reichel, Amtssekretär in Glatz, geadelt. Stein zufolge wurde am gleichen Tag dem immerhin in der Stammlinie zu findende Servatius (1515–1569), der 200-jährigen Grundbesitz der Familie Reichel im Fürstentum Breslau nachweisen konnte, einschließlich seinen Vettern von Kaiser Karl V. das Indignat erteilt.
Oskar Pusch bekam nach eigener Aussage von einem befreundeten Genealogen eine „handschriftliche Aufzeichnung eines L. Reichel aus Neuchâtel“ geschenkt. Sie führt bis zum Jahr 1952. Nikolaus Reichel und Elisabeth Reussner haben demnach einen weiteren Sohn Valentin gehabt, der 1552 bis 1610 ein Bergmann bei Geising gewesen sei. Diese Linie fehlt in Albrecht von Reichels Aufzeichnungen. Pusch mutmaßte, dass entweder eine bürgerliche Familie Reichel „des Dekorums Willen“ ihren Stammbaum an die adlige Familie von Reichel anhängte, oder aber der herzoglich sächsische wirkliche Rat Nikolaus von Reichel habe einen unehelichen Sohn gehabt. Albrecht von Reichel könnte ihn bewusst verschwiegen haben.

### Stammlinie
- Johannes
  - Johannes (auch: Hans); † 1387. Erbte ein Haus bei der Elisabethkirche; wurde im Jahr 1383 Ratsherr. ⚭ Dorothea von der Wede. Widersprüchliche Angaben zu Nachkommen.
  - Niclas; Kaufmann und Kreditgeber. Gläubiger derer von der Wede. ⚭ Hedwig Schreiber
    - Helene
    - Vermutlich Wenzel
    - Johannes († 1433). 1417 Konsul in Breslau. ⚭ vermutlich eine Agnes
      - Anton; 1465 Kaufmann in Breslau
      - Hans; 1442 bis 1465 Waagemeister in Breslau
        - Johannes; Kreuzherr zu St. Matthias; Kaplan zu St. Elisabeth. Von Papst Alexander VI. im Jahr 1496 zum Domherr ernannt

  - Leonhard († 1418)
  - Wenzel
    - Katharina; ⚭ Nikolaus Riemer
    - möglicherweise 2 weitere Töchter, die vielleicht ins Kloster gingen
    - Johannes; königlicher Mann, Landesältester des Fürstentums Breslau; Ratsherr in Breslau. 1429: Konsul in Breslau. ⚭ Barbara von Bock
      - Magdalena; 1440: ⚭ Dietrich von Stosch
      - Hieronymus
      - Laurentius; wahrscheinlich identisch mit Lorenz Reichel, der als Schlesier in der Schlacht bei Tannenberg und der Verteidigung der Marienburg teilnahm.
      - Barbara

    - Leonhard; 1418 Landschöffe im Fürstentum Breslau. ⚭ Dorothea von Bank.
    - Niklas. Besaß zwei Häuser in Breslau
    - Wenzel II. († 1429); ⚭ Dorothea von der Heyde
      - Margarethe; ⚭ Hans von Bank
      - Anna
      - Wenzel († 1460 in Prag); reicher Kaufmann, königlicher Mann, Fernhändler (Wechselgeschäfte bach Wien, Venedig), Schöffenpräses, Gesandter nach Prag. Sollte helfen, den Frieden zwischen dem deutschen Orden und Polen vorzubereiten, der zwei Jahre nach seinem überraschenden Tod eintrat (Thorner Frieden). ⚭¹ Anna Auer; ⚭² Margarethe Hesse.
        - Wenzel (* 1434; † 1489 in Ofen); studierte in Leipzig; 1483: Ratsherr in Breslau; königlicher Mann und Landesältester. Starb durch Gift am königlichen Hof in Ofen. 1460: ⚭ Hedwig von Hörnig
          - Johannes; Arzt in Breslau
          - Hieronymus; verscholl auf einer Seereise nach Indien
          - Barbara; 1506: ⚭ Siegmund Prüfer. Ihre Kinder wurden im Jahr 1535 geadelt
          - Jonas; † wohl kinderlos
          - Nikolaus (* 1454; † 1532); langjähriger Ratsherr in Breslau, Oberkämmerer, stellvertretender Schöffenpräses. Erster Vorsteher des im Zuge der Reformation neu geschaffenen Almosenamtes zur Betreuung der Armen und Bekämpfung des „Bettelunwesens“. Erste Ehe: Margarethe von Fruberg; zweite Ehe: Ursula von Domnig.
            - Barbara; ⚭ Wolf von Büttner
            - Wenzel, Hauptmann von Biebersburg in Ungarn
            - Lazarus; † als Junggeselle
            - Martha; ⚭ Stephan von Heugel
            - Hedwig; ⚭ Sebald Bache von Perschütz
            - Magdalena; ⚭ Georg von Arztat
            - Israel (* 1529; † 1600); Breslauer Ratsherr seit 1570 bis an sein Lebensende, zeitweise Schöffenpräses, „sechsmal stellvertretender Ratspräses und damit Bürgermeister“ (?). Kellerherr des Schweidnitzer Kellers. ⚭¹ Hedwig von Uthmann und Rathen; ⚭² Magdalena von Holtz.
              - Israel; ⚭ Maria Drümel
                - Hedwig; ⚭ Gottfried Radmann
                - Daniel; starb jung
                - Gottfried;

              - Daniel; † auf einer Bildungsreise nach Venedig
              - Jakob; studierte in Ingolstadt. Ratsherr, Konsul, Schöffe in Breslau. ⚭ Anna Schlaher. Aus der Ehe entstammten 10 Kinder.
              - Kinder aus der zweiten Ehe Israels d. Ä.:
              - Otto
              - Margarethe
              - Magdalene

            - Servatius (* 1515; † 1569)

          - Stanislaus von Reichel († 17. Mai 1542); kaiserlicher Bergverwalter. ⚭ Apollonia von Rindfleisch
            - Nikolaus († 1575) ⚭ Elisabeth Reussner
              - Stanislaus († in Prag), Student
              - Nikolaus, wirklicher Rat bei Herzog Moritz von Sachsen
              - Valentin (unsicher), vermeintlicher Begründer einer bürgerlichen Linie bis 1952.

            - Stanislaus († 16. Mai 1566 als Junggeselle)
            - Jemina (* 1527; † 4. März 1590). 1544: ⚭ Georg von Rohn
            - Susanne († 5. oder 9. Januar 1590), begraben in Breslau (Elisabethkirche)
            - Hedwig († 1612) ⚭ Erasmus Krüger
            - Apollonia († 29. November 1559) ⚭ Daniel von Schilling
            - Paul († 26. August 1586); Herr auf Schöbekirch. ⚭ Martha von Uthmann und Schmolz
              - Servatius (* 5. Januar 1573; † 24. Juli 1624), Jurist, Assessor am Landgericht im Fürstentum Breslau. ⚭ Justina von Reichel, Tochter des Jakob von Reichel und der Anna Schlaher

            - Johannes (* 1537; † 1605); Herr auf Schöbekirch; besaß ein Haus in Breslau. ⚭¹ Christine von Hertwig; ⚭² Barbara Wunderlich
              - Johannes (* 9. Januar 1578; † 19. August 1578)
              - Nikolaus (* 10. August 1579; † 1649); Hofrichter in Breslau. ⚭¹ Katharina Matte; ⚭² Margarethe Crato von Krafftheim
              - Johannes (* 23. April 1582) ⚭ Barbara Rötel von Reichenau
              - Paul (* 29. März 1583; † in Hamburg als Junggeselle)
              - Aus zweiter Ehe:
              - Andreas (9. Juni 1589; † 26. August 1589)
              - Susanne (* 11. Februar 1591; † 1609 „im Kindbett“) ⚭ Andreas Röber
              - Heinrich (* 11. April oder 12. Juli 1595 oder 12. Juli 1599; † 12. Juli 1646); seit 1625 bis an sein Lebensende Schöffe, Konsul. Im Rat: Kriegskommissar und Schulpräses. Landesältester des Fürstentums Breslau. ⚭ Anna Magdalena von Sebisch
                - Adam Wenzel (* 27. Mai 1627; † 23. Juli 1668); reiste nach seinem Studium nach Italien, Österreich und Ungarn. Ratsherr, Schöffe, Konsul Kämmerer. ⚭ „Anna Justina Martin von Debitz“. Nach Adam Wenzels Tod verfasste Christian Hoffmann von Hoffmannswaldau das Begräbnisgedicht Schau-Bühne des Todes.[1]
                  - Gottfried Heinrich (* 30. Januar 1656); kaiserlicher Leutnant. ⚭ Anna Margarethe Fölckel
                    - Julius Amandus († als Kind)

                  - Adam  Wenzel (* 7. September 1657)
                  - Ernst Wilhelm (* 12. August 1660; † 1669)
                  - Christian Sigmund (* 26. Oktober 1661; † 29. Oktober 1661)
                  - Anna Juliana (* 11. April 1664) ⚭ George von Fritsche
                  - Barbara Eleonora (* 4. April 1666) ⚭¹ Hermann Pucher von der Puche; ⚭² Oberstleutnant von Oppeln; ⚭³ Hauptmann von Schweinichen

                - Heinrich (* 7. Dezember 1629; † 21. März 1712 in Breslau); seit 1670 bis Lebensende Ratsherr, teilweise Schöffenpräses, Ratspräses und stellvertretender Bürgermeister. Bei seiner Wahl zum Ratspräses 1712 war er schon so gebrechlich, dass er sich ins Rathaus tragen ließ. 1675: ⚭ Anna Dorothea Burckhardt von Löwenberg. Ein Professor Stief verfasste zu Heinrichs Tod das Trauergedicht: „Es wird des Ruhm genug vor deinem Nahmen bleiben, Daß niemand fähig sey, dein Lob r echt zu beschreiben.“
                - Hans Wilhelm (* 26. Dezember 1631 in Breslau; † 19. September 1690 in Kaltenhof in Holstein); fürstlich holsteinisch-lübeckischer Geheimer Rat und Oberamtmann des Bistums Eutin. Beantragte im Jahr 1673 einen altadligen Status deiner Familie, die trotz mangelnden Nachweises fortan als Freiherren anerkannt wurden. 1672: ⚭ Anna von Rantzau.
                  - Hans Friedrich (* Januar 1673); starb als Frühgeburt nach der Nottaufe
                  - Maria Amalie (* 7. Dezember 1673) ⚭ einer von Holstein, Oberst eines Dragoner-Regiments
                  - Jisias Heinrich (* September in Eutin; † 1680)
                  - Benedictus (auch: Hans Benedikt; * 26. März 1677 in Westensee, Holstein; †  13. Januar 1741 in Schlanz); Schleswig-holsteinischer Offizier; nahm am Spanischen Erbfolgekrieg teil, z. B. in der Schlacht bei Oudenaarde. Führte einschließlich seiner Nachkommen den Freiherrentitel. 1713: ⚭ Maria Elisabeth von Schmettau
                    - Gottfried Benedikt (* 1. März 1718; † wahrscheinlich als Kind)
                    - Juliane Eleonore (* 19. September 1719; † 24. Oktober 1775)
                    - Anna Wilhelmine (* 29. August 1725; † 15. Dezember 1788)
                    - Charlotte Amalie (* 9. Januar 1727; † 9. Februar 1797)
                    - Karl Wilhelm Freiherr von Reichel (* 13. Juni 1728; † 23. Oktober 1790); königlich preußischer Rittmeister, Landschaftsdirektor des Fürstentums Breslau. Mit ihm erlosch das Geschlecht im Mannesstamm. Neben den erwähnten beide. Töchtern sollen fünf Söhne und zwei Töchter als Kleinkinder verstorben sein. ⚭ Henriette Gottliebe von Netz
                      - Charlotte Henriette Gottliebe Freiin von Reichel (* 18. Dezember 1771; † 8. September 1837 in Schlanz). 18. Januar 1794: ⚭¹ Konrad Adolph Graf von Dyhrn; 3. Dezember 1797 nach Scheidung: ⚭² Karl Konrad Leopold Joachim von Tschirschky
                        - Karl Benno von Tschirschky, seit 1855: von Tschirschky-Reichell
                          - Mortimer Franziskus von Tschirschky-Reichell; legte den Namen Reichell ab und nannte sich nach seiner Mutter Tschirschky-Renard.
                          - Marie Euphemie Charlotte Ludmilla von Tschirschky-Reichell; kaiserliche Hofdame

                      - Wilhelmine Amalie Freiin von Reichel (* 27. März 1777; † 5. August 1810); 21. Juni 1796: ⚭ Hans von Eisenhart

                  - Hans Wilhelm (* 24. Oktober 1678 in Westensee; † 11. Juli 1708 bei Oudenarde); starb als Schleswig-holsteinischer Kapitän der Infanterie seitens der Armee von Prinz Eugen in der Schlacht bei Oudenarde.
                  - Karl Breide (* 25. Februar 1680 in Westensee; † 1681)
                  - Christian Albrecht (* 28. März 1681; † 11. Juli 1708); starb als Leutnant einem schleswig-holsteinischen Regiment in der Schlacht bei Oudenarde
                  - Otto Heinrich (* 22. April 1682 in Neuenhof; † jung)
                  - Karl Breide (6. Juli 1683 in Neuenhof); Gesandter in Schweden
                  - Anna Dorothea (* 12. August 1684 in Eckernförde)
                  - Adam Sigismund (* 19. Oktober 1685 in Kaltenhof; † 11. Juli 1708); starb als Fähnrich in der Schlacht bei Oudenarde
                  - Anna Magdalene (* 1690 in Kaltenhof)

                - Karl Sigismund (* 10. April 1634; † 1690); Rat und Hofmeister bei dem regierenden Herzog von Holstein-Sonderhof Christian Adolf
                - Ernst Friedrich (* 1636; † 7. Januar 1677 in Paris) stand in französischen Diensten
                - Albrecht (* 23. April 1638, nachts um 12 Uhr; † 22. August 1697); etwa zwei Jahrzehnte nach dem Dreißigjährigen Krieg: Stadtmajor und Stadtwachtmeister. Autor der umfangreicher Aufzeichnungen über das Breslauer Patriziat. 4. Oktober 1678: ⚭¹ Susanna Rosina Burckhardt von Löwenburg; 2. Mai 1696: ⚭² Maria Barbara von Rosenberg 
                  - Susanne Eleonora (* 1. April 1680); 1698: ⚭ Samuel Balthasar von Goldbach

                - Barbara Magdalena (* 10. August 1640; † 1. Oktober 1679 als Jungfrau)
                - Christian (* 21. August 1642; † 4. August 1677 in Mecheln) starb als Leutnant in einem Regiment zu Fuß seitens der Generalstaaten der Vereinigten Niederlande, wahrscheinlich im 2. Holländischen Krieg
                - Eva Susanne (* 24. Februar 1646); 27. November 1680: ⚭ Maximilian Lincke von Hyssbach

## Wappen

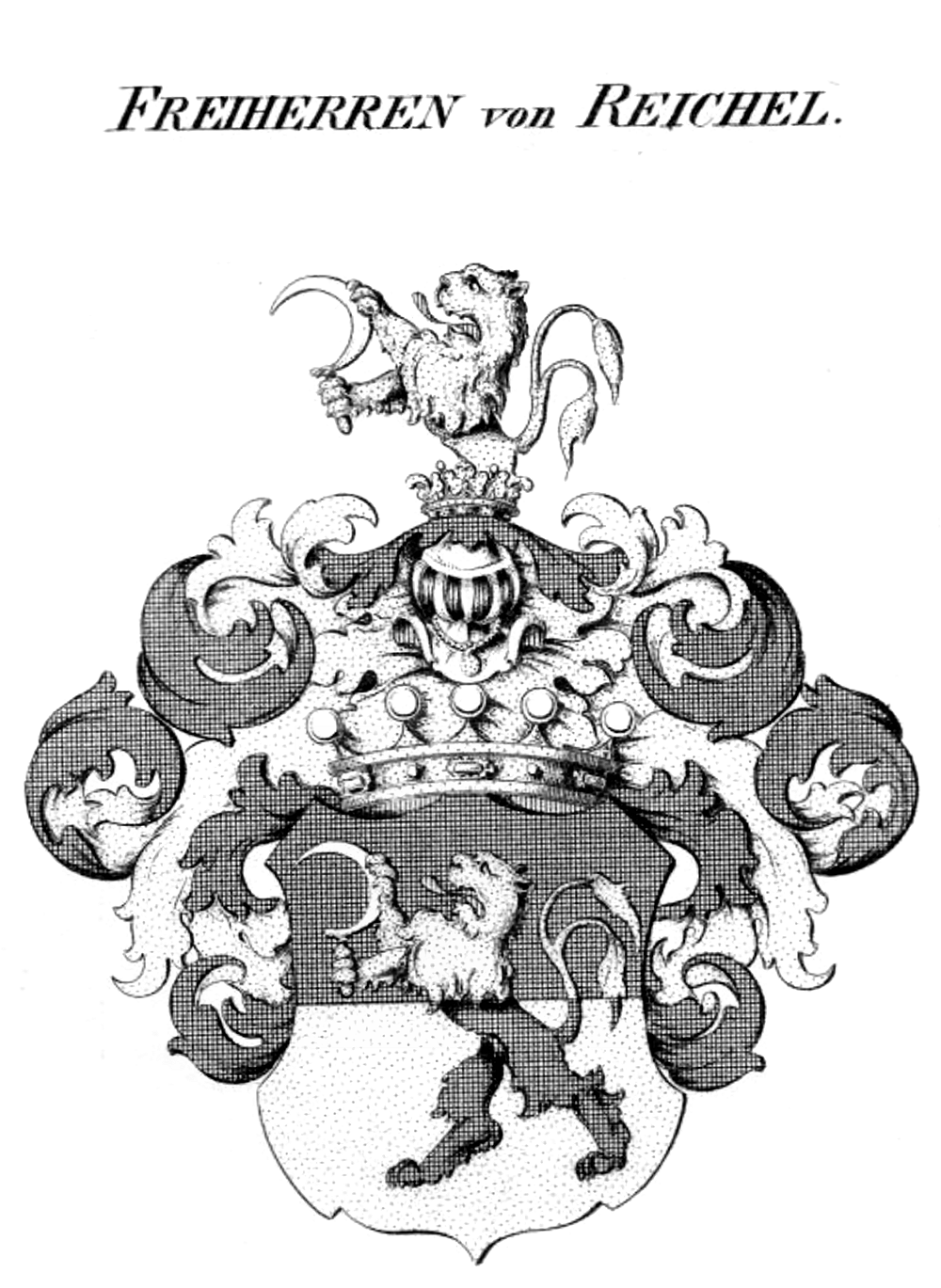
Wappen der Freiherren von Reichel im Wappenbuch der Preussischen Monarchie

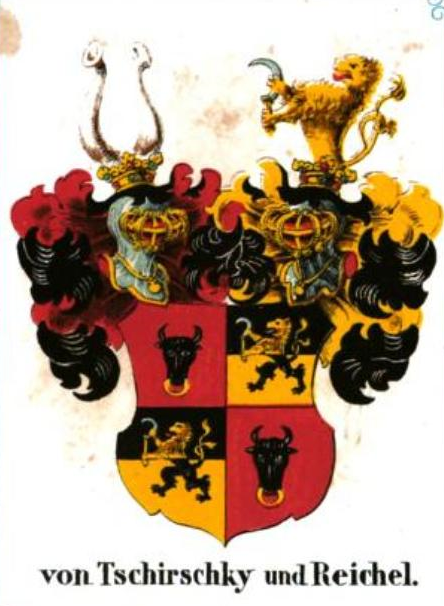
Am 2. Juli 1855 vereinigtes Wappen derer von Tschirschky-Reichel

Blasonierung des Stammwappens: Im von Schwarz und Gold geteilten Schild ein doppelschwänziger Löwe in verwechselten Farben geteilt. Er hält eine auswärtsgekehrte Sichel mit goldenem Stil, wobei eine Pfote den Stil greift, die andere das Eisen. Auf dem gekrönten Helm mit schwarz-goldenen Helmdecken der Löwe vom Schild vollständig golden und wachsend.
Das Freiherrenwappen führt über dem Schild zusätzlich eine Freiherrenkrone. 1855 vermehrten die von Tschirschky ihr Wappen mit dem Wappen derer von Reichel.